# Pelibüey
Le Pelibüey, aussi appelé Carnero de pelo de buey (trad. litt. : « bélier à poil de bœuf »), est une race ovine élevée dans les Caraïbes, Amérique Centrale et en Amérique du Sud pour sa viande. Il appartient au groupe des moutons américains à poil.

## Origine

### Historique
La race est originaire d'Afrique et descend du Mouton nain de l'Afrique de l'Ouest (appelé aussi Djallonké). Importée à Cuba à une date inconnue, la race se développe aussi sur le littoral mexicain avant d'être diffusée dans les Caraïbes et l'Amérique du Sud.

### Noms
Le nom de la race a évolué avec le temps et change selon les régions. Appelée à l'origine Carnero de pelo de buey, son nom est raccourci en Pelibüey. Les noms Cubano Rojo (« Cubain rouge ») et Peligüey sont aussi possibles. Plus localement, on trouve Tabasco au Mexique et Criollo à Cuba. Le Criollo de Cuba est donc différent du Criollo présent sur le continent d'Amérique du sud qui est une race à laine descendant de moutons espagnols,.

## Description

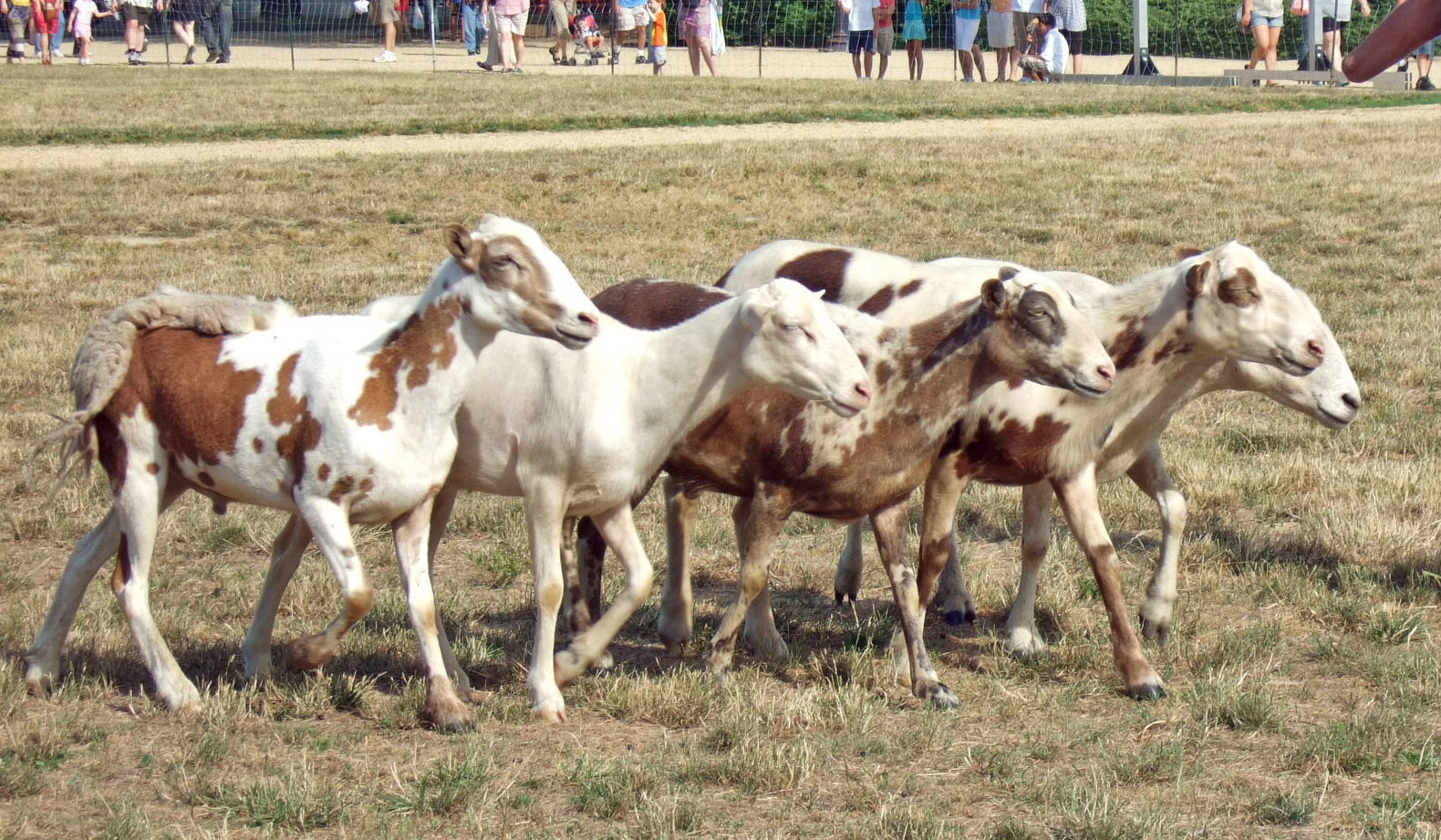
Pelibüeys pies.

Le Pelibüey est un mouton à poil pouvant avoir une grande variété de couleurs de pelage, allant du beige au brun sombre, de couleur unie ou pie. L'absence de toison de laine les rend plus adapté au climat chaud et tropical. Les mâles et les femelles n'ont généralement pas de cornes, bien que certains béliers peuvent parfois en avoir. Les brebis pèsent en moyenne 35 kg et les béliers atteignent 50 kg. Les mâles arborent aussi une crinière autour du cou.

## Élevage et production
Le Pelibüey est élevé pour sa viande et la production de fumier. D'un caractère nerveux et timide, la race est appréciée pour sa facilité d'entretien et sa reproduction facile. Sa viande est bonne et juteuse, sans matières grasses et pauvre en cholestérol. Les troupeaux sont également utilisés pour l'entretien des bananeraies et des vergers, permettant la fertilisation des terrains,.
Après une gestation de 149 jours en moyenne, la brebis donne naissance à un agneau, rarement deux. Le jeune pèse 2,5 kg à la naissance. La lactation dure 6 semaines avec une production de 0,32 kg de lait par jour.
En 1977, il y avait 346 000 têtes à Cuba. Au Mexique, sa population était évaluée à 100 000 têtes à la fin des années 1970.

## Diffusion et croisements
Le Pelibüey fait partie des cinq races les plus présentes en Colombie.
Des croisements ont été testés à Cuba avec des races à laine : les Suffolk, Cheviot, Corriedale et Dorset. Au Mexique, à la fin des années 1970, des croisements avec des brebis Dorset ont donné le Tarset (Tabasco x Dorset).
Le Pelifolk est une race de mouton issue d'un croisement entre un Pelibüey et un Suffolk, une race anglaise.

#### Ouvrages
- (en) Valerie Porter, Lawrence Alderson, Stephen J.G. Hall et D. Phillip Sponenberg, Mason's World Encyclopedia of Livestock Breeds and Breeding, Wallingford, CABI, avril 2016, 1200 p. (ISBN 978-1-84593-466-8, BNF 45071728, lire en ligne), p. 881-882

#### Articles
- (es) El ovino Pelibuey de Cuba revisión bibliográfica de algunas características productivas